# Waldir Azevedo
Pour les articles homonymes, voir Azevedo.
Waldir Azevedo, né le 27 janvier 1923 à Rio de Janeiro et mort en septembre 1980 à São Paulo, est un musicien et compositeur brésilien.

## Biographie
Waldir Azevedo naît le 27 janvier 1923 à Rio de Janeiro.
Né et élevé dans les banlieues de Piedade e Engenho Novo, Waldir Azevedo achète son premier instrument à l'âge de sept ans, une flûte, puis passe au cavaquinho et à la guitare. Lors du carnaval de 1933, il se produit toujours en tant que flûtiste, mais s'intéresse davantage au cavaquinho lorsqu'il remporte le premier prix du programme Talentos Ok de Radio Guanabara, en interprétant le choro Cambucá de Pascoal de Barros. Après cette participation, il est engagé pour faire partie du régional de la station de radio, sous le commandement de César Moreno. En 1945, il apprend par hasard qu'un poste de joueur de cavaquin est vacant dans l'ensemble de Dilermando Reis, au Rádio Clube do Brasil. Il postule et occupe le poste, où il reste deux ans, prenant la direction de la région après le départ de Dilermando.
Le cavaquinho est indissociable de la carrière de Waldir. Outre le fait que ses compositions sont exclusivement conçues pour cet instrument, l'artiste lui donne un rôle de premier plan, passant d'un rôle d'accompagnement de l'orchestre à un rôle de soliste tout au long de la chanson. Une caractéristique récurrente de ses interprétations est qu'elles sont jouées en arpège, une technique dans laquelle les notes sont jouées en séquence, sans construire un accord, mais en les soulignant individuellement. Ce choix rend l'interprétation agile et précise, puisque la main joue sur les cordes sans avoir besoin d'établir l'accord.
Cet élément se retrouve dans sa première composition, le choro Brasileirinho, dont le thème est composé sur une seule corde de cavaquinho. La chanson, composée et publiée sur disque en 1949, est devient également le thème musical de plusieurs campagnes politiques cette année-là et la chanteuse Ademilde Fonseca (en) enregistre une version avec des paroles composées par Pereira Costa (1920-s/d). La chanson devient un classique intemporel du choro et de la musique populaire brésilienne. Ce morceau se vend à plus d'un million d'exemplaires
L'année suivant l'enregistrement de Brasileirinho, Azevedo publie Delicado, une composition qui conserve ses origines choro, notamment par la présence du cavaquinho, mais qui trouve sa base mélodique dans le baião, un rythme qui est à l'honneur à l'époque avec le succès de Luiz Gonzaga.
Le succès international de ses chansons l'amène à faire des tournées dans plusieurs pays et à faire enregistrer certaines d'entre elles par des groupes étrangers, comme le choro Vê Se Gostas. Réenregistrée d'innombrables fois, elle connaît l'une de ses versions les plus célèbres avec l'orchestre de Percy Faith, qui l'a popularise aux États-Unis en 1952. Au cours de sa carrière, il enregistre ses propres compositions et participe à des enregistrements de groupes de choro.
Waldir Azevedo se distingue par son expérimentation et par la mise en valeur du cavaquinho, un instrument qui, jusqu'alors, n'est considéré que comme un accompagnement de l'orchestre, sans être joué en solo comme c'est le cas pour d'autres instruments tels que la guitare. Sa principale composition devient une référence de la musique populaire brésilienne (MPB) et contribue au rayonnement international du choro.
Waldir Azevedo meurt le 20 ou 21 septembre 1980 à São Paulo.